# Barry Kernfeld
Barry Dean Kernfeld (* 11. August 1950 in San Francisco) ist ein US-amerikanischer Jazz-Wissenschaftler und Jazzautor.
Kernfeld besuchte ab 1968 die Universität von Berkeley, studierte dann ab 1970 weiter an der University of California in Davis (Bachelor in Musikwissenschaften 1975) und von 1975 bis 1981 an der Cornell University, wo er sich auf Jazz spezialisierte, 1978 seinen Master-Abschluss machte und 1981 über die Improvisationstechniken des Miles-Davis-Sextetts mit Cannonball Adderley und John Coltrane promovierte. Er unterrichtete Jazz-Geschichte in Cornell und am Hamilton College. Seit 1984 ist er Herausgeber des „Grove Dictionary of Jazz“, schrieb aber auch Beiträge für andere Enzyklopädien. „What to listen for in Jazz“ ist eine Einführung in die musikalischen Konzepte des Jazz. Im „Blackwell Guide to Recorded Jazz“ analysiert er 150 bzw. (in der Neuauflage) 250 wichtige Jazz-Aufnahmen.
Kernfeld ist daneben auch Archivar an der Universitätsbibliothek der Pennsylvania State University. Er war an der Transkription des „Smithsonian Jazz Oral History Programms“ beteiligt. Kernfeld spielt auch in lokalen Bands als Saxophonist.

## Werke
- als Herausgeber: „The New Grove Dictionary of Jazz“, 2 Bde., Macmillan 1988, 1994 bei St.Martin´s Press in einem Band, erweiterte Ausgabe in 3 Bde. bei MacMillan 2001 und Oxford University Press 2003 (rd. 3000 Seiten), ISBN 1-56159-284-6
- „Die Enzyklopädie des Jazz – Geschichte des Jazz im Spiegel der wichtigsten Aufnahmen“, Scherz Verlag 1993, ISBN 3-502-15370-1, Original „The Blackwell Guide to Recorded Jazz“, Blackwell 1991, erweiterte Neuauflage 1995, ISBN 0-631-19552-1
- „What to listen for in Jazz“, Yale University Press 1995, mit CD, ISBN 0-300-05902-7
- „The story of Fake Books – Bootlegging songs to musicians“, Scarecrow Press 2006, ISBN 0-8108-5727-8
- mit Howard Rye: „Comprehensive Discographies of Jazz, Blues and Gospel“, Teil 1,2, Quarterly Journal of the Music Library Association, Bd. 51, 1994, S. 501–547, Teil 2: 1995, S. 865–891